# Pilea ordinata
Pilea ordinata är en nässelväxtart som beskrevs av Charles Dennis Adams. Pilea ordinata ingår i släktet pileor, och familjen nässelväxter. Inga underarter finns listade i Catalogue of Life.